# حاجي أباد (فريدون شهر)
حاجي أباد (بالفارسية: حاجی‌آباد) هي قرية تقع في قسم بيشكوة موغوئي الريفي في إيران.